# Спірохети
Спірохети (Spirochaetes) — тип грам-негативних бактерій, які мають довгі клітини спіральної форми. Вони відрізняються наявністю джгутиків, які рухаються вздовж тіла в периплазмі, між шаром пептидогліканів та зовнішньою мембраною клітини, так звані подовжні філаменти. Вони зумовлюють обертальний рух тіла бактерії, який дозволяє спірохетам пересуватися з місця на місце. Більшість спірохет вільноживучі (не симбіонти чи патогени) і анаеробні, але є численні винятки.

## Систематика
Спірохети поділяються на три родини, всі розміщені в межах єдиного ряду. Головними представниками є:
- Spirochaetaceae
- Brachyspiraceae
  - Brachyspira
  - Serpulina
- Leptospiraceae
  - Leptospira — види роду спричинюють лептоспіроз
  - Leptonema
- Borrelia burgdorferi, яка спричинює хворобу Лайма,
- Treponema pallidum, яка спричинює сифіліс.

Також спірохети зумовлюють періодонтит, фузоспірохетозний стоматит, цифровий дерматит рогатої худоби і свиней. Певні нехвороботворні спірохети становлять також великий інтерес, як, наприклад симбіонти кишківника термітів.